# Estoril Open 2022
Estoril Open 2022, oficiálním názvem Millennium Estoril Open 2022, byl tenisový turnaj pořádaný jako součást mužského okruhu ATP Tour v tenisovém areálu Clube de Ténis do Estoril na otevřených antukových dvorcích. Probíhal mezi 25. dubnem až 1. květnem 2022 v portugalském přímořském letovisku Cascais jako sedmý ročník turnaje.
Turnaj dotovaný 597 900 eur patřil do kategorie ATP Tour 250. Nejvýše nasazeným hráčem ve dvouhře se stal desátý hráč světa Félix Auger-Aliassime z Kanady, kterého ve čtvrtfinále vyřadil Sebastian Korda. Jako poslední přímý účastník do singlové soutěže nastoupil 79. hráč žebříčku, Španěl Roberto Carballés Baena. V důsledku invaze Ruska na Ukrajinu na konci února 2022 řídící organizace tenisu ATP, WTA a ITF s grandslamy rozhodly, že ruští a běloruští tenisté mohli dále na okruzích startovat, ale do odvolání nikoli pod vlajkami Ruska a Běloruska.
Rakušan Dominic Thiem se vrátil na okruh ATP Tour po zranění zápěstí a prodělaném covidu-19. V předchozích čtrnácti dnech odehrál marbellský challenger a Serbia Open jako první turnaje od června 2021. Následně přijal divokou kartu k premiérové účasti na Estoril Open.
První singlový titul na okruhu ATP Tour vybojoval 21letý Argentinec Sebastián Báez. Poprvé se tak posunul do elitní světové čtyřicítky, jíž uzavíral. Čtyřhru ovládli 25letí Portugalci Nuno Borges a Francisco Cabral, startující na divokou kartu, kteří odehráli první turnaj okruhu ATP Tour. Oba se premiérově pronikli do světové stovky deblového žebříčku.

## Rozdělení bodů a finančních odměn

### Rozdělení bodů
| Soutěž  | Soutěž | vítězové | finalisté | semifinalisté | čtvrtfinalisté | 16 v kole | 28 v kole | Q  | Q2 | Q1 |
| ------- | ------ | -------- | --------- | ------------- | -------------- | --------- | --------- | -- | -- | -- |
| dvouhra | [ 1 ]  | 250      | 150       | 90            | 45             | 20        | 0         | 12 | 6  | 0  |
| čtyřhra | [ 6 ]  | 250      | 150       | 90            | 45             | 0         | —         | —  | —  | —  |

### Finanční odměny
| Soutěž                                | Soutěž      | vítězové | finalisté | semifinalisté | čtvrtfinalisté | 16 v kole | 28 v kole | Q2      | Q1      |
| ------------------------------------- | ----------- | -------- | --------- | ------------- | -------------- | --------- | --------- | ------- | ------- |
| dvouhra                               | [ 1 ] [ 7 ] | 81 310 € | 47 430 €  | 27 885 €      | 16 160 €       | 9 380 €   | 5 730 €   | 2 870 € | 1 565 € |
| čtyřhra                               | [ 6 ]       | 28 250 € | 15 110 €  | 8 860 €       | 4 950 €        | 2 920 €   | —         | —       | —       |
| částka ve čtyřhrách je uvedena na pár |             |          |           |               |                |           |           |         |         |

## Mužská dvouhra

### Nasazení
| Stát                          | Hráč                        | ATP | Nasazení |
| ----------------------------- | --------------------------- | --- | -------- |
| Kanada                        | Félix Auger-Aliassime       | 9.  | 1.       |
| Argentina                     | Diego Schwartzman           | 15. | 2.       |
| Chorvatsko                    | Marin Čilić                 | 22. | 3.       |
| Španělsko                     | Alejandro Davidovich Fokina | 27. | 4.       |
| USA                           | Frances Tiafoe              | 29. | 5.       |
| Španělsko                     | Albert Ramos-Viñolas        | 32. | 6.       |
| USA                           | Tommy Paul                  | 35. | 7.       |
| USA                           | Sebastian Korda             | 37. | 8.       |
| Žebříček ATP k 18. dubnu 2022 |                             |     |          |

### Jiné formy účasti
Následující hráči obdrželi divokou kartu do hlavní soutěže:
- Nuno Borges
- João Sousa
- Dominic Thiem[8]

Následující hráči postoupili z kvalifikace:
- Pablo Cuevas
- Hugo Dellien
- Pierre-Hugues Herbert
- Bernabé Zapata Miralles

Následující hráči postoupili z kvalifikace jako tzv. šťastní poražení:
- Carlos Taberner
- Fernando Verdasco

### Odhlášení
před zahájením turnaje
- Pablo Carreño Busta → nahradil jej  Richard Gasquet
- Laslo Djere → nahradil jej  Pablo Andújar
- Pedro Martínez → nahradil jej  Jiří Veselý
- Cameron Norrie → nahradil jej  Carlos Taberner
- Arthur Rinderknech → nahradil jej  Sebastián Báez
- Diego Schwartzman → nahradil jej  Fernando Verdasco

## Mužská čtyřhra

### Nasazení
| Stát                                                                                   | Hráč          | Stát        | Hráč            | ATP | Nasazení |
| -------------------------------------------------------------------------------------- | ------------- | ----------- | --------------- | --- | -------- |
| Spojené království                                                                     | Jamie Murray  | Nový Zéland | Michael Venus   | 31. | 1.       |
| Austrálie                                                                              | Matthew Ebden | Austrálie   | Max Purcell     | 59. | 2.       |
| Chorvatsko                                                                             | Ivan Dodig    | USA         | Austin Krajicek | 64. | 3.       |
| Jižní Afrika                                                                           | Raven Klaasen | Japonsko    | Ben McLachlan   | 87. | 4.       |
| Žebříček ATP k 18. dubnu 2022; číslo je součtem žebříčkového postavení obou členů páru |               |             |                 |     |          |

### Jiné formy účasti
Následující páry obdržely divokou kartu do hlavní soutěže:
- Nuno Borges /  Francisco Cabral
- Pablo Cuevas /  João Sousa

### Odhlášení
před zahájením turnaje
- Marcelo Arévalo /  Jean-Julien Rojer → nahradili je  Jonny O'Mara /  Ken Skupski
- Federico Coria /  Pedro Martínez → nahradili je  Federico Coria /  Benoît Paire
- Máximo González /  Marcelo Melo → nahradili je  Máximo González /  André Göransson
- Andrés Molteni /  Andrea Vavassori → nahradili je  Nathaniel Lammons /  Tommy Paul
- Jamie Murray /  Édouard Roger-Vasselin → nahradili je  Jamie Murray /  Michael Venus

## Přehled finále

### Mužská dvouhra
- Sebastián Báez vs.  Frances Tiafoe, 6–3, 6–2

### Mužská čtyřhra
- Nuno Borges /  Francisco Cabral vs.  Máximo González /  André Göransson, 6–2, 6–3